# Moerckia flotoviana
Moerckia flotoviana là một loài rêu trong họ Pallaviciniaceae. Loài này được (Nees) Schiffner mô tả khoa học đầu tiên năm 1901.